# Генрих Грайнахер
Генрих Ґрайнахер (іноді: Грейнахер; нім. Heinrich Greinacher, правильна вимова Хайнріхь Ґрайнахер; 31 травня 1880, Санкт-Галлен — 17 квітня 1974, Берн) — швейцарський фізик. Поставив початкові експерименти і розвинув теорію магнетрона — «серця» мікрохвильовки, розробив Помножувач Ґрайнахера.
Ґрайнахер був єдиною дитиною в родині шевця Генріха Ґрайнахера і його дружини Пауліни. Він відвідував школу в Санкт-Галлені і вивчав фізику одночасно в Женеві та Берліні. Також він навчався на піаніста в Женевській консерваторії. Будучи по народженню Німецьким підданим, він натуралізувався в Швейцарії в 1894 році. У Берліні Ґрайнахер відвідував лекції Макса Планка і здобув ступінь доктора наук в 1904 році під керівництвом Еміля Варбурга. У 1907 році він отримав право на обіймання професорської посади в Цюріхському університеті, а в 1912 році переїхав до Цюріха на постійне місце проживання. З 1924 по 1952 році він був професором експериментальної фізики і директором фізичного інституту в Бернському університеті.
У 1912 році Ґрайнахер придумав магнетрон і дав фундаментальний математичний опис його роботи. У 1914 році він винайшов Помножувач Ґрайнахера (випрямні схеми для подвоєння напруги). У 1920 році він узагальнив цю ідею отримавши ступінчастий помножувач напруги, і розробив методи виявлення заряджених частинок (пропорційний лічильник, іскрова камера). У 1930-х, з допомогою незалежно відкритого помножувача для дослідження атомних ядер, британські дослідники відкрили наведену радіоактивність.

## Особисте життя
Ґрайнахер одружувався двічі: в 1910 році з німкенею Марі Мальманн, з якою він мав двох дітей, а потім з 1933 з Фрідою Урбен з Інквіля (Швейцарія).

## Фундація
У 1988 році в Берні був заснований фонд Генріха-Ґрайнахера (Heinrich-Greinacher-Stiftung). Гроші для фонду отримали з маєтку подружжя Фріди та Генріха Ґрейнахера. Процентні доходи від капіталу Фонду використовуються для фінансування премії Генріха Ґрнаахера та для просування молодих дослідників та вчених.